# RCA Typhoon
RCA Typhoonは1951年にRCAによって開発されたアナログ計算機。

## 概要
約 4,000 本の真空管と600個の継電器を使用する大規模なものでこれまでに製造されたアナログ計算機としては最大規模だった。ペンシルベニア州ジョーンズビレの海軍研究所に設置され、ミサイルの飛翔経路のシミュレーションに使用され、100個のダイヤルと6000本の端子で入力して出力はプロッタや抽象的な縮尺模型で表示された。